# パデュー・ボイラーメーカーズ
- パデュー・ボイラーメイカーズ

パデュー・カラーのビッグ・テンのロゴ

パデュー・ボイラーメーカーズ（英語: Purdue Boilermakers）は、アメリカ合衆国インディアナ州ウェストラファイエットに本部を置くパデュー大学を代表するカレッジスポーツ競技チームである。NCAAディビジョンI所属。

## 概要
ボイラーメーカーズというニックネームは、パデュー大学の学生や卒業生を広く呼ぶ口語的な呼称としても使われ、ファンからは「ボイラーズ（Boilers）」と短縮されて呼ぶことも多い。
同大学は、学生納付金や大学からの補助金で賄われていない数少ない大学スポーツプログラムの一つである。

## "ボイラーメーカー"の愛称の由来
1889年、パデュー大学フットボールチームは、インディアナ州クローフォーズビルでウォバッシュ大学と対戦し、18対4で勝利した。学生やクローフォーズビルの市民らは、パデュー大学の選手たちを「トウモロコシを吸う大きな太ったギャング」「グランジャー」「パンプキンシャッカー」「レイルスプリッター」「鍛冶屋」「トウモロコシ畑の船員」「鋳造工」と呼ぶようになった。また、学生たちは実際に稼働している蒸気機関車の整備など、大学での実地教育を体験した。
同大学は1891年にもウォバッシュ大学に44対0で勝利している。1891年10月26日のCrawfordsville Daily Argus Newsに掲載されたこの試合の記事は、「罪なき者の殺戮: ウォバッシュ大はパデュー大学の屈強なボイラーメーカーに完膚なきまでに叩きのめされた」という見出しがつけらた。その翌年、パデュー大は「ボイラーメーカーズ」と呼ばれるようになった。
地元のいくつかの学校では、同大学がウォバッシュ川を遡上し、近くのモノン鉄道の操車場から労働者を雇ってフットボールをすることを示唆し、ボイラーメーカーの伝統に拍車をかけた。同校の公式マスコットは、機関車「ボイラーメーカー・スペシャル」である。

## 競技チーム
| 男子スポーツ                            | 女子スポーツ     |
| --------------------------------------- | ---------------- |
| 野球                                    | バスケットボール |
| バスケットボール                        | クロスカントリー |
| クロスカントリー                        | ゴルフ           |
| フットボール                            | サッカー         |
| ゴルフ                                  | ソフトボール     |
| 水泳・飛込                              | 水泳・飛込       |
| テニス                                  | テニス           |
| 陸上†                                   | 陸上†            |
| レスリング                              | バレーボール     |
| †屋外競技チームと室内競技チームがある。 |                  |

### フットボール

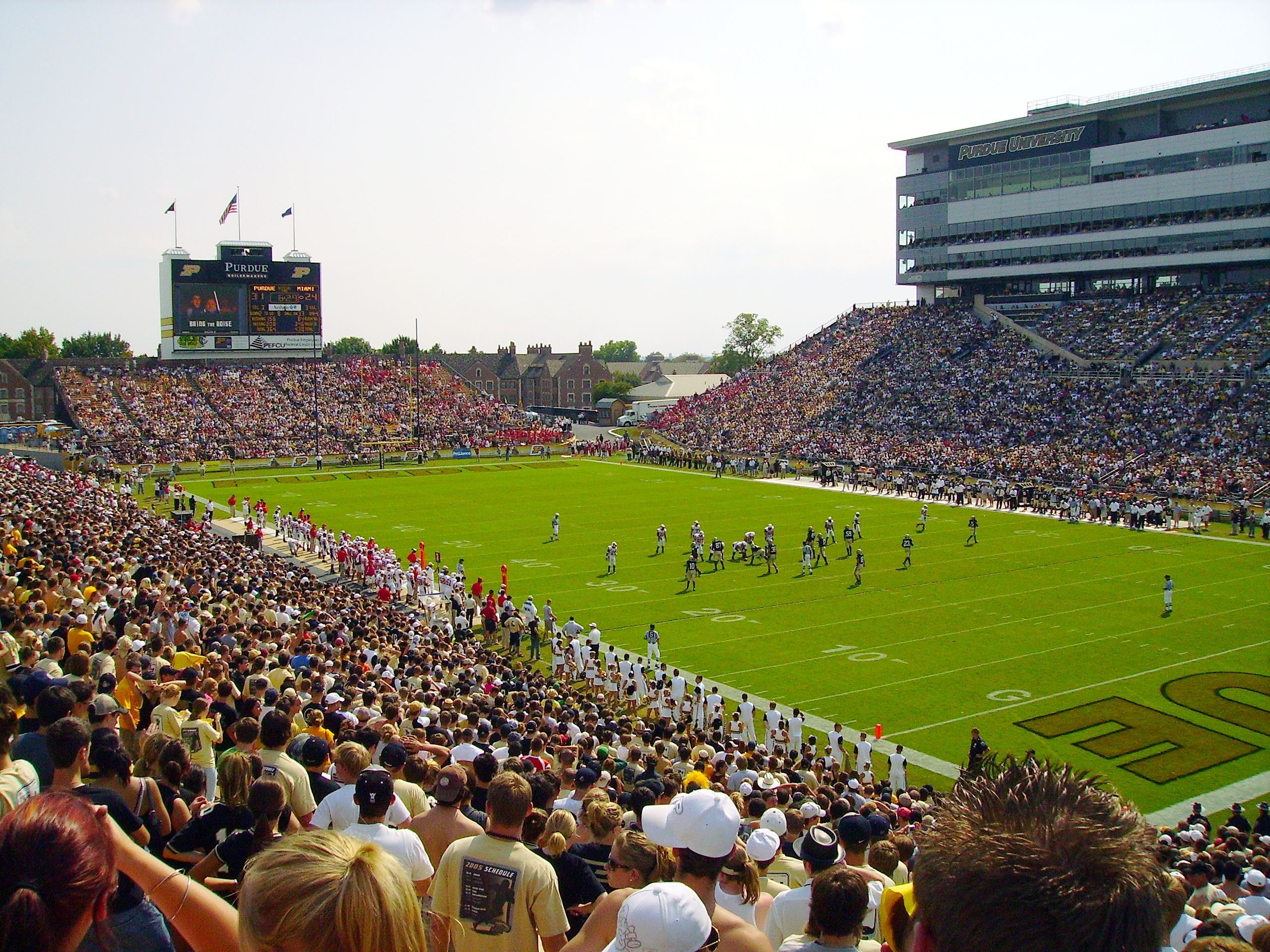
ロス＝エイド・スタジアムでの試合風景 (2006年)

1890年代初頭のパデュー大学は圧倒的なフットボールチームを擁していた。1891年は4勝0敗で、対戦相手を192対0で圧倒し、1892年には8勝0敗で対戦相手を320対24で打ち負かした。1893年は5勝2敗1分、対戦相手を334対144で破り、1894年には9勝1敗で288対36と大差で勝利を上げている。この4年間の合計成績は26勝3敗1分、対戦相手に1134対204と大差である。パデュー大は州内のライバル校であるインディアナ大学フージャースを60-0、68-0、64-0、6-0と追い討ちで勝利した。またイリノイ大学に2勝1敗、ウィスコンシン大学とは2勝1敗、シカゴ大学とは3勝0敗で圧倒、ミシガン大学ウルヴァリンズとの試合は2試合ドローとなった。
同校は1889年までどのカンファレンスに所属せず「独立校」として活動していた。1890年には「インディアナ大学対抗競技協会」に、1896年には「ビッグ・テン・カンファレンス」に加盟した。ビッグ・テンに加盟して以降、1918年、1929年、1931年、1932年、1943年、1952年、1967年、2000年にカンファレンス・チャンピオンに輝いている。また、1966年にはビッグ・テンで2位となり、「grand-daddy of them all」と呼ばれるローズボウルに初出場した。当時、ミシガン州立大学スパルタンズは学会の規則により、連続してローズボウルに出場することができなかった。NFLの殿堂入りしたボブ・グリーシー率いるボイラーメーカーズは、1967年のローズボウルで南カリフォルニア大学トロージャンズを14対13で破り、優勝を果たした。翌シーズン、ボイラーメーカーズがビッグ・テンのタイトルを分け合い、連続出場規則により1968年のローズボウルには出場できなかった。パデュー大学がローズボウルに復帰したのは、後にニューオーリンズ・セインツのクォーターバックとなるドリュー・ブリーズ率いる2001年で、ワシントン大学ハスキーズに34対24で敗れた。
これまでに、ポストシーズンのボウルゲームには計19回出場し、10勝9敗という成績を残している。直近の出場は、2017年のフォスターファームズ・ボウルでアリゾナ大学ワイルドキャッツに38対35で勝利を上げた。

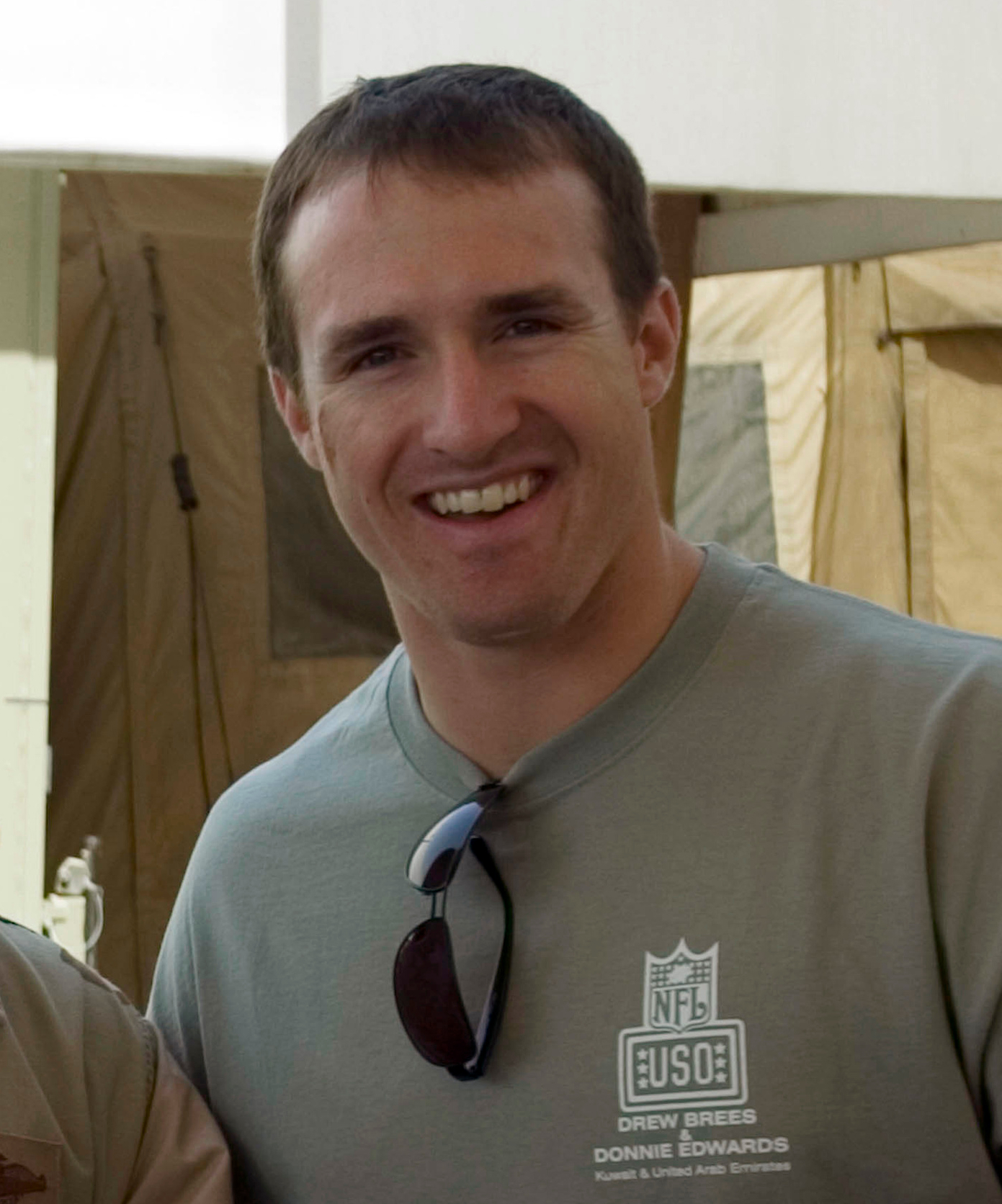
ドリュー・ブリーズ

パデュー大学は伝統的に「クオーターバックの発祥地」と呼ばれており、NFLのスター選手であるセシル・イズベル、デール・サミュエルズ、ボブ・デモス、NFL殿堂入りを果たし、スーパーボウルMVPのレン・ドーソン、NFL殿堂入りのボブ・グリーシー、マイク・フィップス、ゲイリー・ダニエルソン、マーク・ハーマン、スコット・キャンベル、ジム・エヴェレット、エリック・ハンター、ビリー・ディケン、カイル・オートン、スーパーボウルMVPのドリュー・ブリーズを輩出している。パデュー大学のQB選手がNFLで投げたタッチダウン数は、2010年シーズン終了時点で1,311回と他大学より最多である。2011年には同シーズンにパデュー大学出身の先発クォーターバックが3人いた。ニューオーリンズ・セインツのドリュー・ブリーズ、デンバー・ブロンコスのカイル・オートン、インディアナポリス・コルツのカーティス・ペインターである。
現在はジェフ・ブロームが監督を務めている。

### バスケットボール

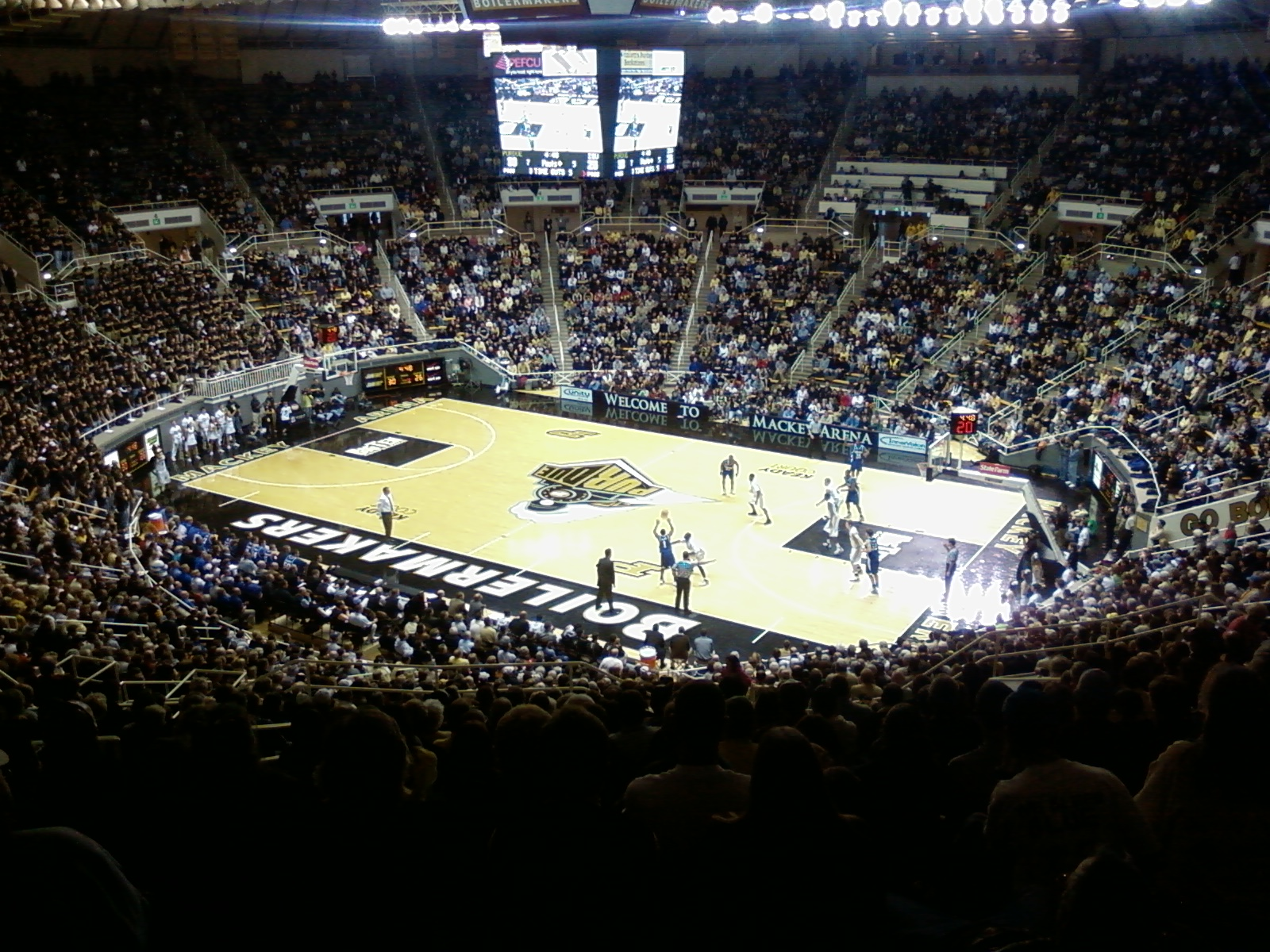
マッキー・アリーナでの試合風景 (2007年)

ボイラーメーカー男女バスケットボールチームは、他のどのカンファレンス校よりも多くのビッグ・テン・チャンピオンシップ（レギュラーシーズンとトーナメント）を制覇しており、リーグ最多の男子チームの24回を含む37回のカンファレンス・チャンピオンを果たしている。男子元ヘッドコーチのジーン・キーディーは、ボイラーメーカーズで25年間務めた後、2004-2005シーズンに最後のコーチを務めた。キーディHCは1997年12月6日に同大学の歴代最多優勝監督となり、通算512勝270敗、勝率.655という成績を収めた。
男子バスケットボールチームはNCAAトーナメントのファイナル・フォーに2回進出しているが、NCAAチャンピオンには1度もなっていない。1931-32年のチームは、ヘルムズ・アスレチック財団とプレモ＝ポーレッタ・パワー世論調査によって、過去に遡って全米チャンピオンに選ばれている。また、同大学からNBAドラフトで2人の全体1位指名選手を含む、30人以上の選手をNBAに輩出している。
現在のヘッドコーチはマット・ペインターである。キーディの元教え子であり、同大学の卒業生でもあるペインターは、2021-22シーズン時点でヘッドコーチとして17シーズン目を迎え、同校の歴代勝利数ランキングでは3位である。

#### 栄誉背番号

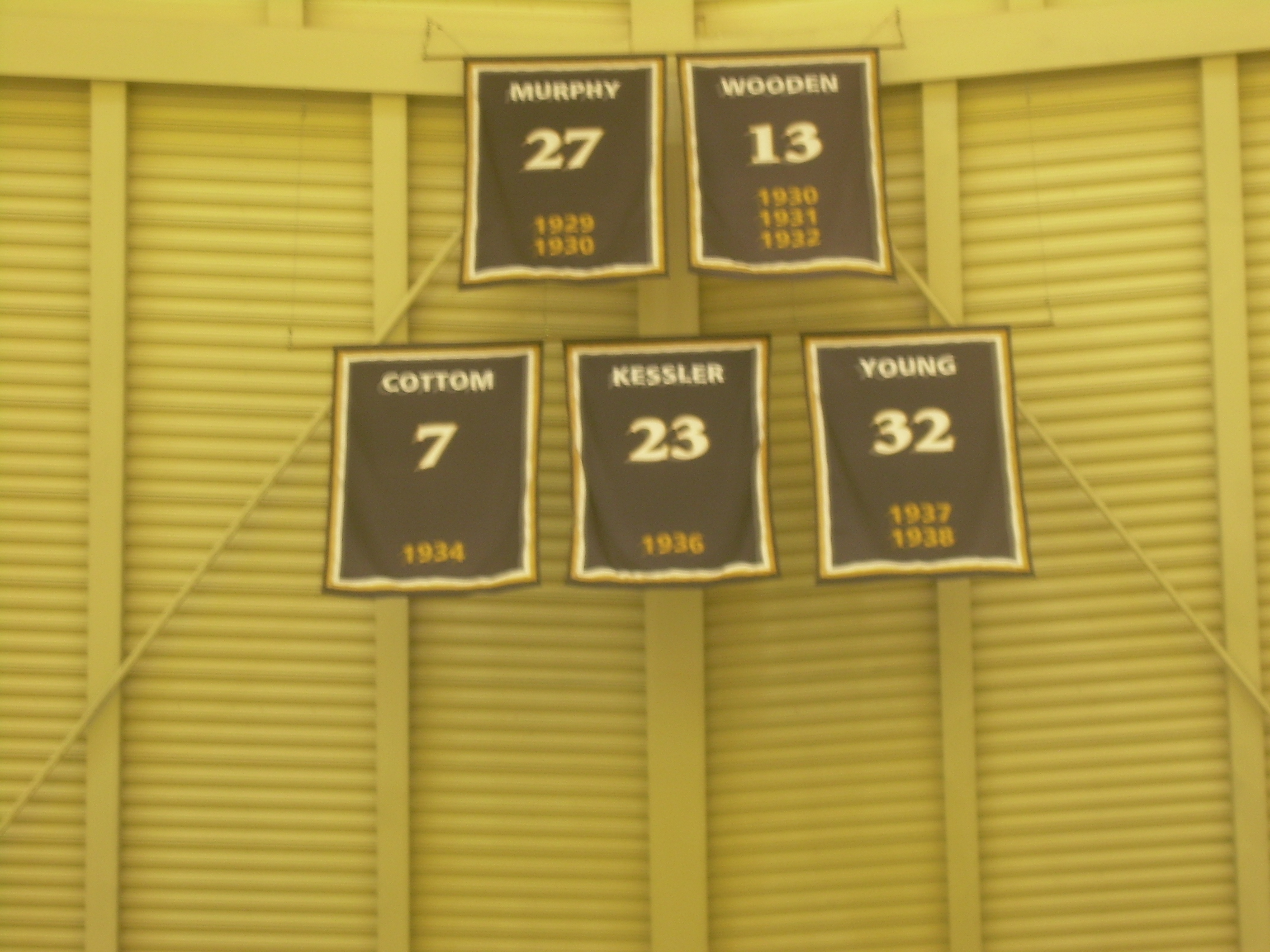
マッキー・アリーナに飾られた選手のバナー: ストレッチ・マーフィー、ジョン・ウッデン, ノーマン・コットム, ロベルト・ケスラー, ジュエル・ヤング

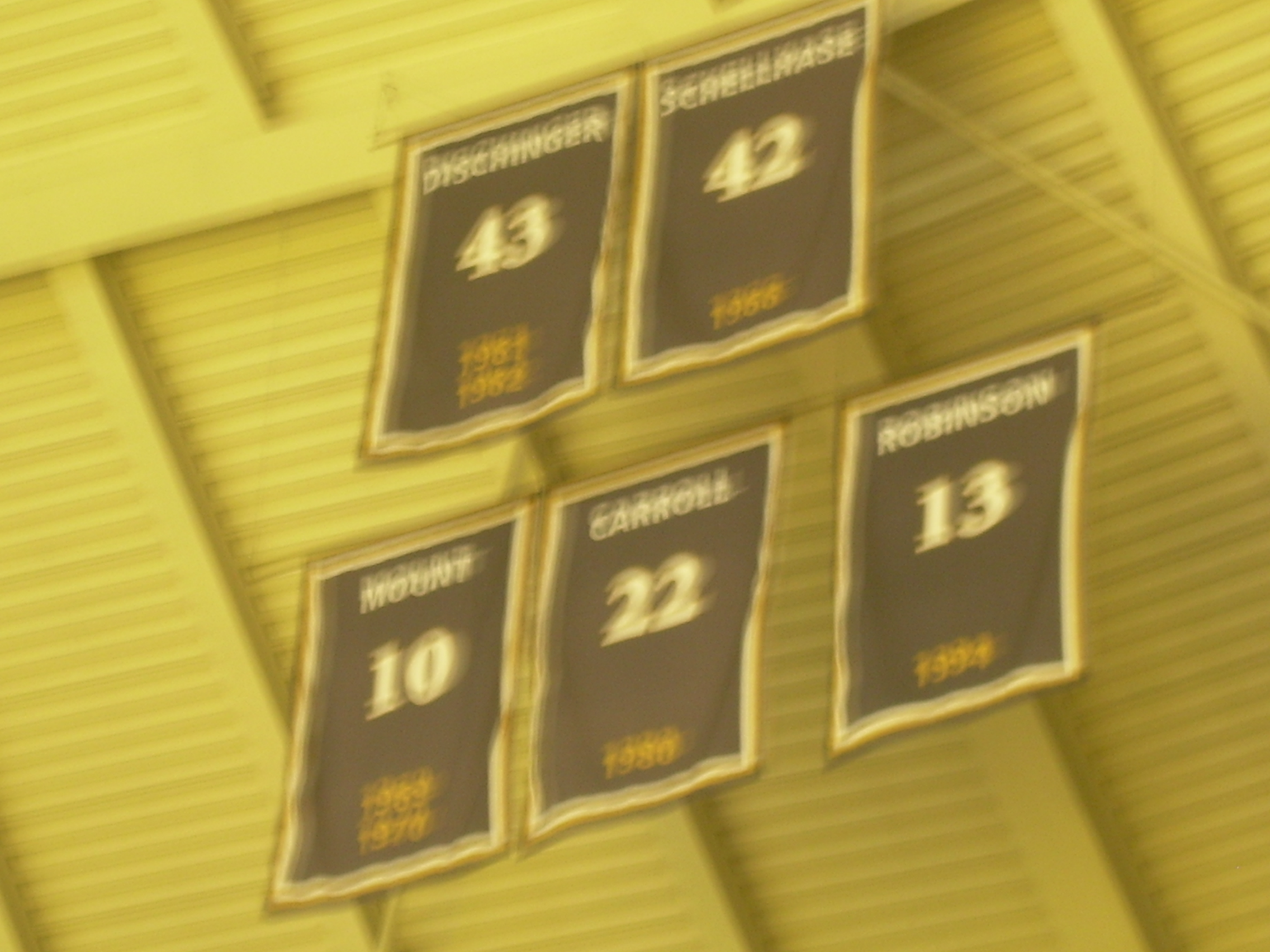
テリー・ディシンジャー、デイブ・シェルハース、リック・マウント、ジョー・バリー・キャロル、グレン・ロビンソン（2011年11月29日にはトロイ・ルイス、イートワン・ムーア、ジャジュアン・ジョンソンの3人のバナーを追加している。）

パデュー大学では永久欠番はないが、オールアメリカンや主要な個人賞を受賞すると、マッキー・アリーナの垂木に名前と背番号が飾られる。

### 男子ゴルフ
男子ゴルフチームは、1921年に創設された。1961年に全米選手権を制覇し、これまでに12回ビッグ・テン・チャンピオンに輝いている。

### ソフトボール
ソフトボールチームは、1994年に活動を開始した。2008年と2009年に計2回、NCAAトーナメントに出場している。現在のヘッドコーチは、ブー・デ・オリベイラ。

### レスリング
レスリングチームは、1913-1914シーズンに活動を開始した。NCAA全米選手権では最高2位にランクインしたこともあり、25年以上連続でNCAAトーナメントに出場している。アイオワ大学で伝説的なコーチであるダン・ゲーブルのもとでレスリングを学んだトニー・アースランドが監督を務めている。